# پریسا شاهنده
پریسا شاهنده (زاده ۱۳۴۵) بازیگر سینما و تلویزیون ایران است.

## نقش‌آفرینی
پریسا شاهنده دانش‌آموخته سال ۱۳۷۱ رشته نقاشی از دانشکده هنر و همچنین فارغ‌التحصیل دوره دو ساله رشته کارگردانی از مرکز اسلامی آموزش فیلمسازی باغ فردوس در سال ۱۳۷۴ است. او حضور در جلوی دوربین را از سال ۱۳۷۳ با فیلم کوتاه خاطرات یک فرشته کاری از سنبل پویان تجربه کرد. همچنین بازی در سینما را از سال ۱۳۷۳ با فیلم کیمیا به کارگردانی احمدرضا درویش آغاز کرد.

## فیلم‌شناسی
- تنهام نگذار
- خفاش
- دایره سرخ
- برج مینو
- روز شیطان
- مرضیه
- کیمیا

### مجموعه تلویزیونی
- سفر سبز
- پس از باران
- مرگ تدریجی یک رؤیا